# Masacre de Akwaya
La masacre de Akwaya ocurrió el 25 de junio de 2022, cuando militantes mataron al menos a 26 civiles en la aldea de Ballin en la comuna de Akwaya, Sudoeste de Camerún.

## Antecedentes
Ha habido una disputa territorial de larga data entre las aldeas de Ballin y Mavass, habitadas por los grupos étnicos Mesaka y Oliti, respectivamente. Un portavoz de la Iglesia Presbiteriana de Camerún dijo que se estaban organizando conversaciones de paz, pero que representantes de ninguna de las comunidades aceptaron asistir. Según fuentes locales, la masacre fue precedida por el asesinato de hombres de Oliti que habían establecido puestos de control en Ballin unos días antes.

## Masacre
Los atacantes prendieron fuego a más de cincuenta casas y atacaron la residencia de Marin Aka, un político local que había estado asistiendo al funeral de su hermano. Las autoridades recuperaron al menos 26 cuerpos, incluidos cinco nigerianos, aunque el número estimado de muertos fue de 32. Los perpetradores también destruyeron un hospital durante la masacre.
Las autoridades sanitarias camerunesas no pudieron organizar una evacuación de los heridos, por lo que los aldeanos tuvieron que transportarlos ellos mismos al centro de salud más cercano. Aquellos con lesiones graves fueron evacuados a Nigeria para recibir tratamiento. Según la Iglesia Presbiteriana de Camerún, varios murieron antes de llegar a un hospital nigeriano.

## Perpetradores
Las autoridades gubernamentales dijeron que la masacre había sido cometida por insurgentes ambazonianos, lo que los rebeldes negaron y, en cambio, sugirieron que había sido cometida por rebeldes nigerianos. La Iglesia Presbiteriana de Camerún informó que la masacre de Akwaya estaba relacionada con una disputa de tierras entre Ballin y la aldea vecina de Mavass. Los funcionarios locales dijeron que Mavass había contratado a separatistas ambazonianos para llevar a cabo el ataque.